# هوائي قفصي

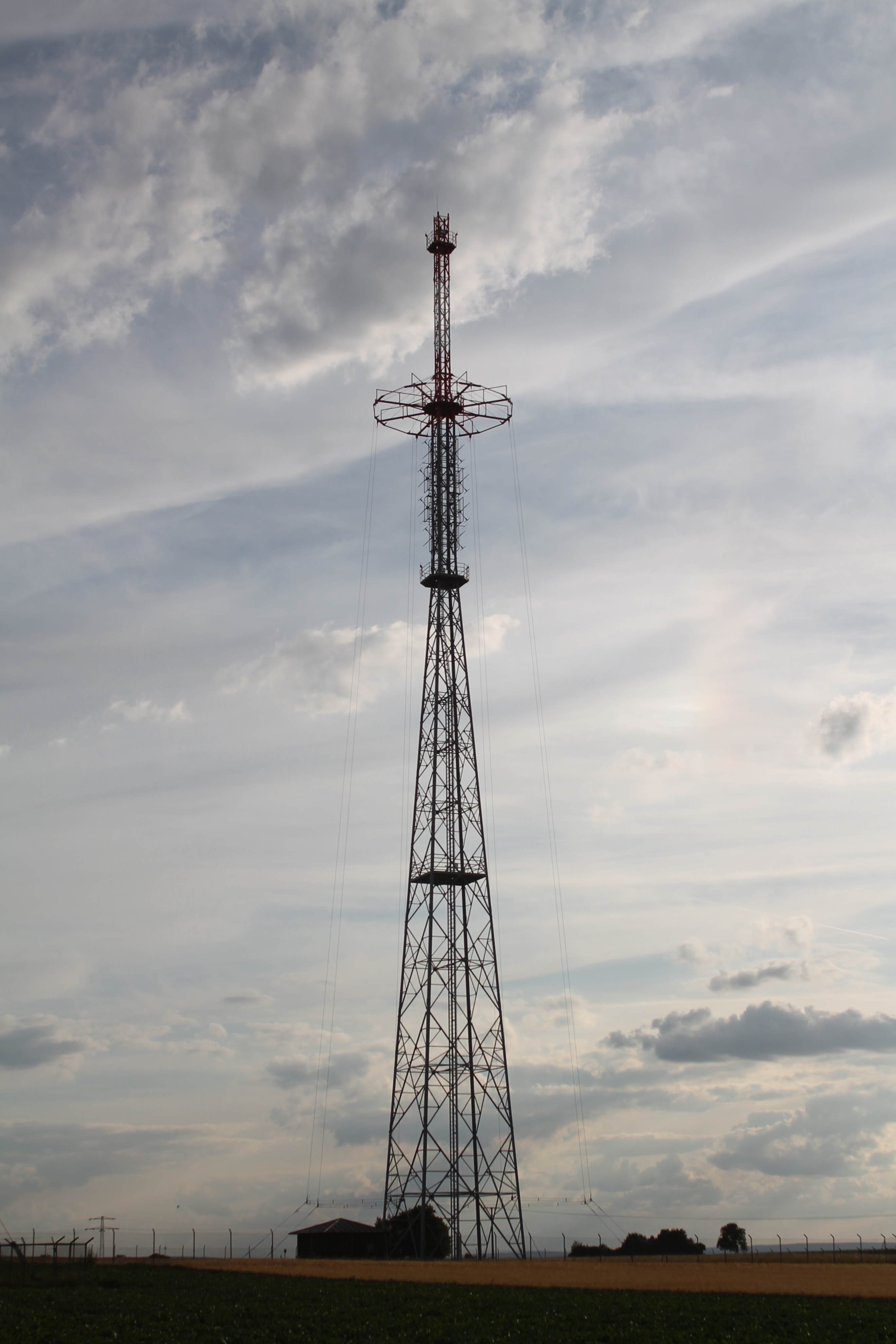
هوائي قفصي تابع لمحطة إذاعة الراين بألمانيا لارسال الموجات المتوسطة : تحيط بالبرج الحديدي 8 أسلاك قائمة حوله، وهي مثبتة من أعلى بحلقة.

هوائي قفصي (بالإنجليزية: Cage aerial) هو هوائي راديو يتكون من عمود وعدة أسلاك متوازية حوله وموازية له. ومن ميزات الهوائي القفصي إمكانية تثبيته على الأرص
بحيث يمكن استخدامه لأغراض أخرى للاستقبال والإرسال والاتصالات وعلى الأخص لهوائيات التردد العالي والعالي جدا
تردد جد عالي وتردد فائق العلو.
يبلغ ارتفاع القفص نفسه 1/4 طول الموجة المرسلة، ويعلوه عمود بث. فيكون أقل ارتفاع للهوائي 150 متر، منها 75 متر لعمود البث و 75 متر لقفص الهوائي.
مثال : إذا كان تردد الإرسال 1000 كيلوهيرتز فتكون طول الموجة 300 متر. فيكون أقل ارتفاع للهوائي 150 متر، منها 75 متر لعمود البث، و75 متر لقفص الهوائي. مضافا إليها عدة أمتار سفلى معزولة بحيث تمنع تلامس الأشخاص المباشر بأسلاك الهوائي فيصاب الشخص بضرر حيث تحمل الأسلاك جهدا مترددا عاليا (تردد عالي).

## صور لهوائيات قفصية

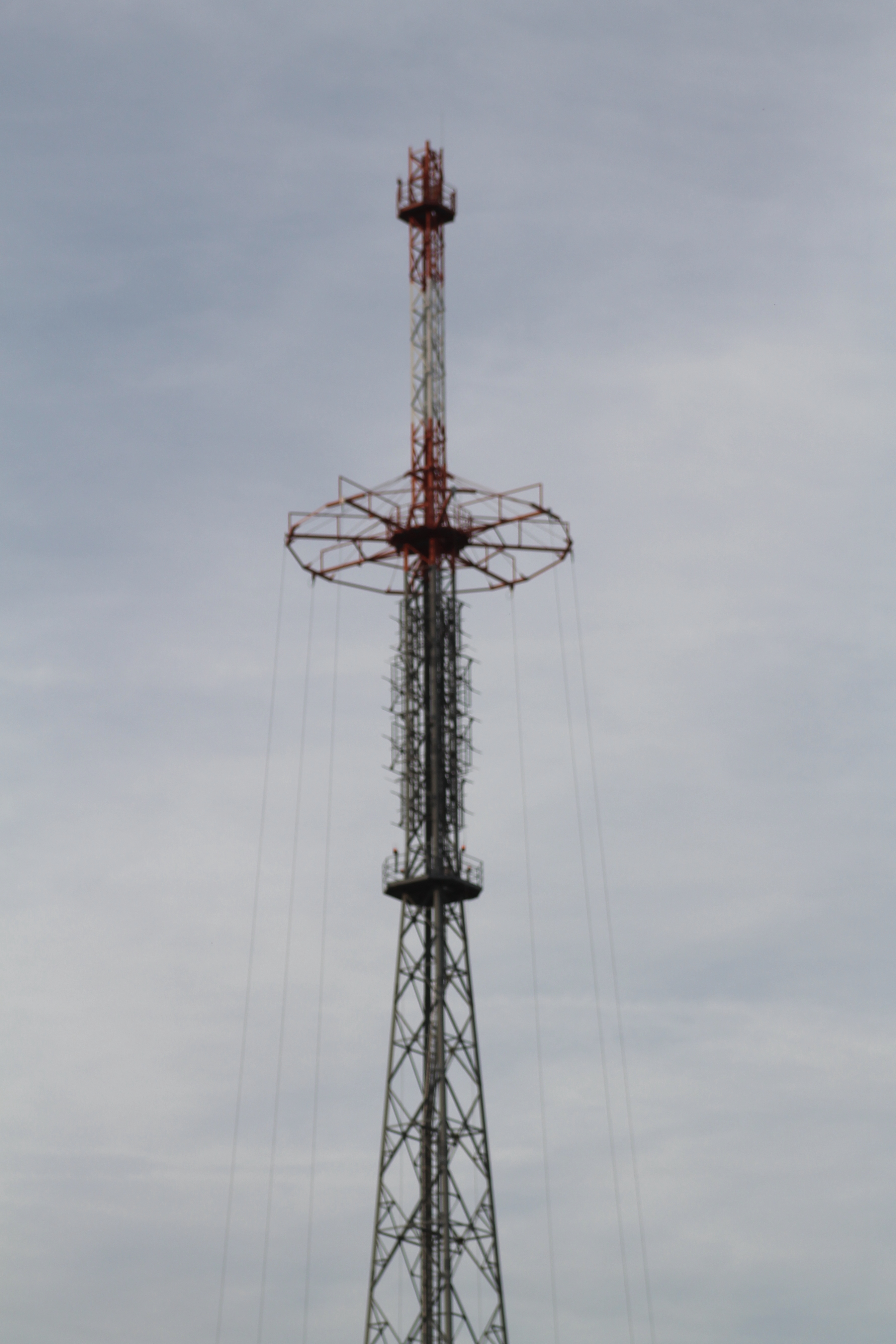
Sendeturmspitze mit rotem Ringausleger und acht vertikalen Reusenseilen
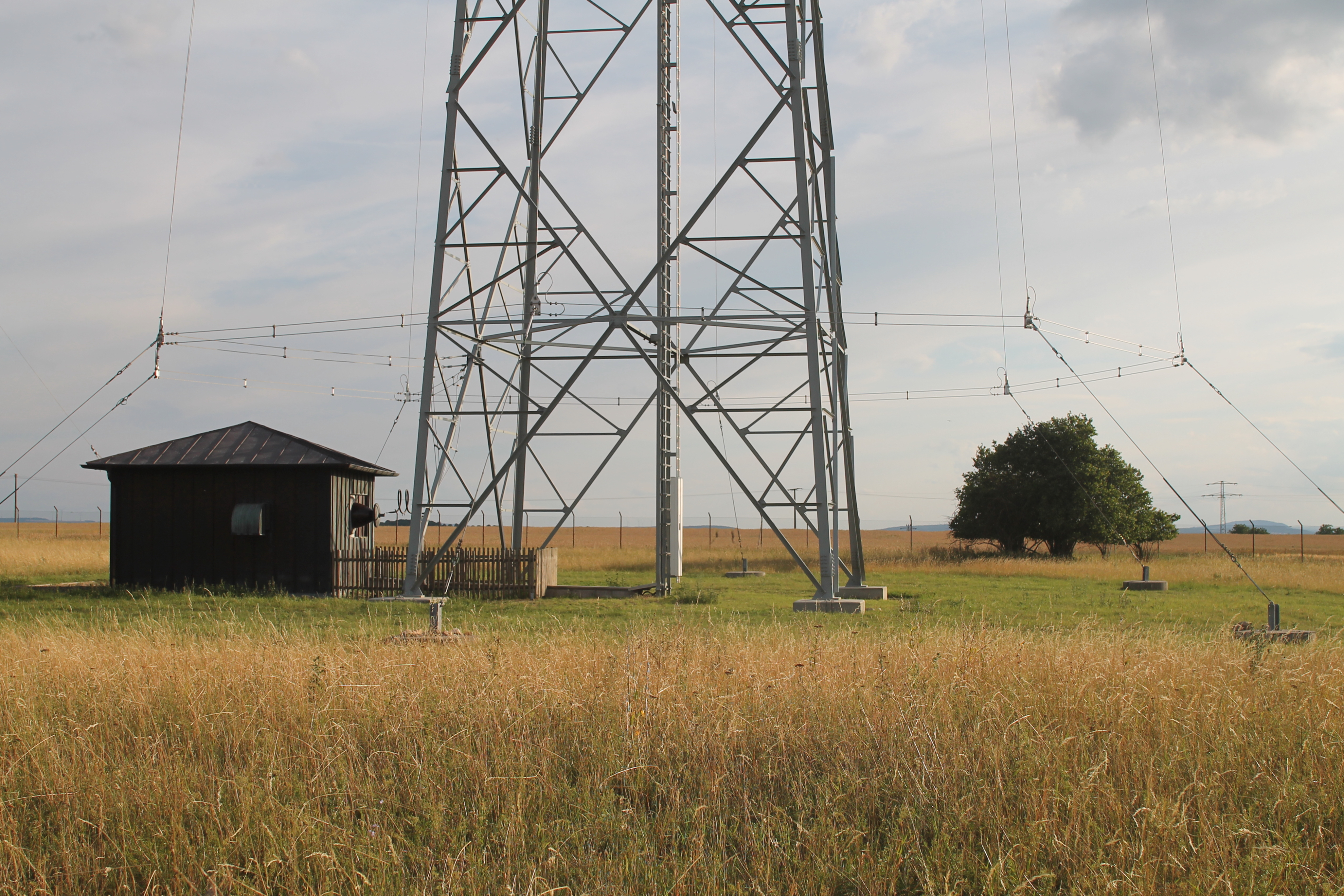
Fuß des Sendeturms, wo die acht vertikalen Reusenseile gespeist werden.
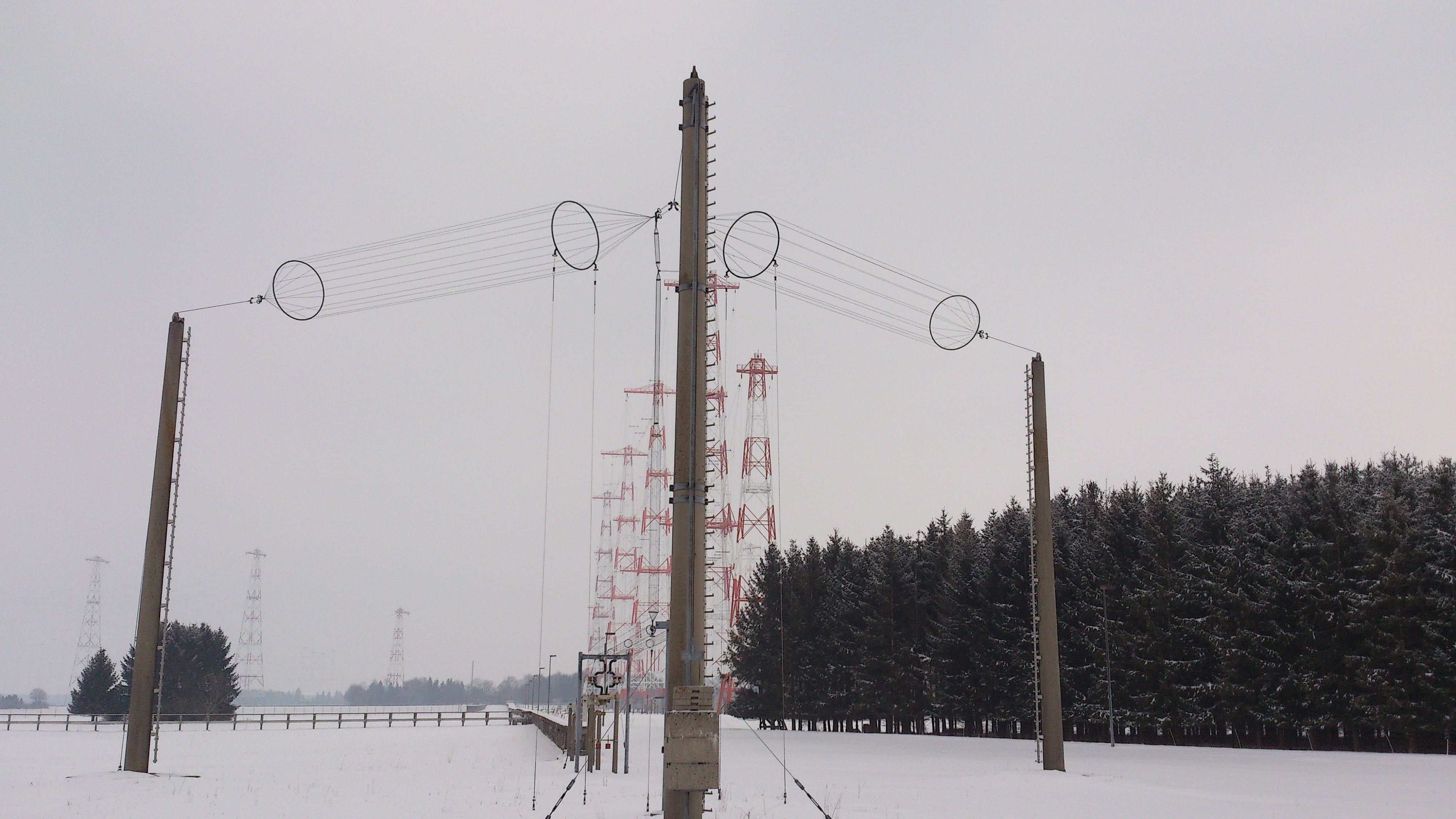
Kurzwellen-Quadrantantenne aus zwei horizontalen Käfigreusen
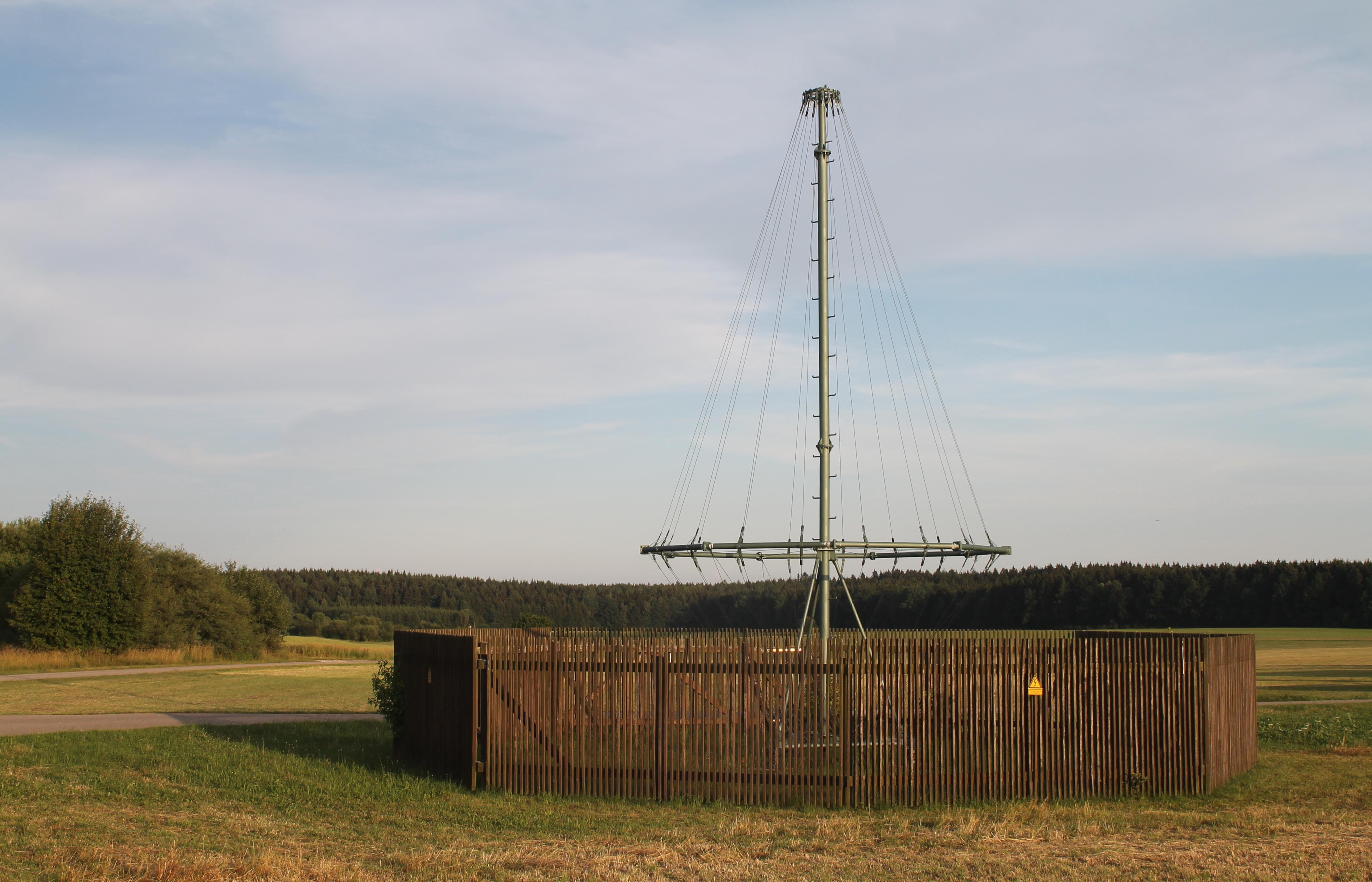
Kurzwellen-Reusenantenne des Bodenseesenders
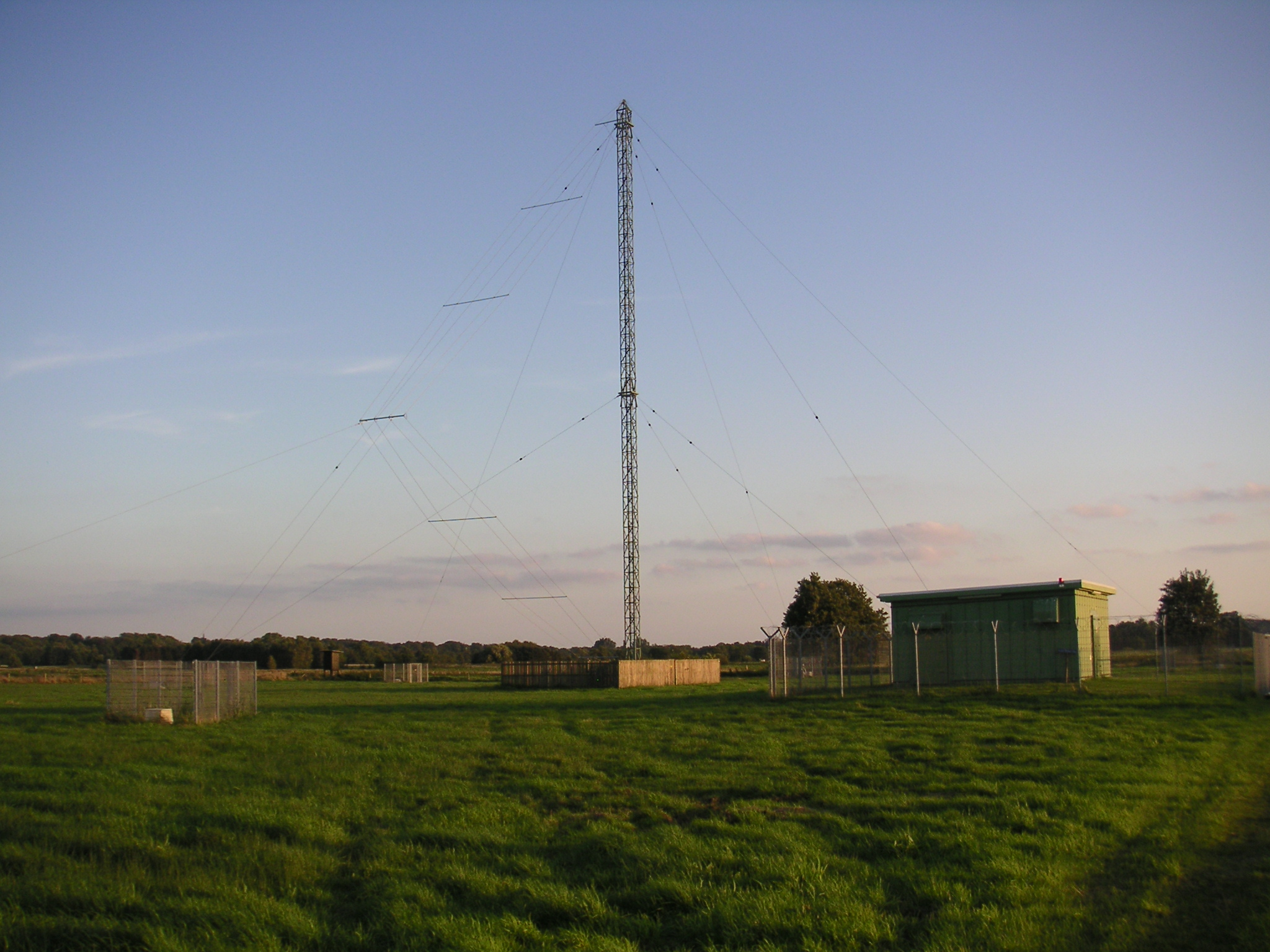
geknickte Flachreuse an der linken Seite des Sendemasts

## اقرأ أيضًا
- هوائي
- هوائي حرف تي
- هوائي حلقي